# 鄭顥
鄭顥（817年—860年），字奉正，郑州滎陽县（今河南省荥阳市）人，出自荥阳郑氏南祖。唐憲宗元和中宰相鄭絪之孫，是中国历史上唯一集状元、驸马于一身之人。

## 生平
父鄭祗德，官至兵部尚書。以言行文雅聞名，會昌二年（842年）壬戌科狀元，任右拾遺，詔授銀青光祿大夫。唐宣宗大中三年（849年）充翰林學士。

### 狀元駙馬
大中二年（848年）十一月，唐宣宗為萬壽公主招婿，宰相白敏中薦舉鄭顥，時鄭已赴楚州（今江蘇淮安）迎娶范阳卢氏。皇帝硬是將鄭顥召回娶公主，婚後與公主不睦，鄭顥大恨。

### 結怨白敏中
鄭顥以白敏中之薦深以為恨，常于宣宗前彈劾白敏中。天子不以為意，一次敏中將赴藩鎮，向皇帝說：「鄭顥不想娶公主，因為臣的推薦，恨臣入骨。臣在中書省裏，鄭顥拿臣沒奈何，臣出外任官以後，他一定會中傷，臣馬上就沒命了。」宣宗笑道：「朕早就知道了，你也太晚說了罷！」還拿出一大堆鄭顥彈劾白敏中的奏章。
歷官刑部侍郎，吏部侍郎。大中十三年（859年）为檢校禮部尚書，又任河南尹。大中十四年（860年）卒。

## 子
- 鄭韜光（861年 - 940年），萬壽公主所生，歷仕唐、後梁、後唐、後晋，共歷四朝十一帝，官至户部尚書，後晋天福五年七月卒，年八十。舊五代史有傳。
- 鄭凛，字冬暉